# Sägmühle (Egling)
Sägmühle ist ein Gemeindeteil der oberbayerischen Gemeinde Egling im Landkreis Bad Tölz-Wolfratshausen, der seinen Namen von der dortigen Sägmühle erhalten hat. Der Weiler gehörte ursprünglich zur ehemaligen Gemeinde Moosham, die sich zum 1. Januar 1973 zusammen mit den Gemeinden Egling, Ergertshausen Neufahrn und Thanning zur neuen Gemeinde Egling zusammenschloss.